# Categorias de base do Clube de Regatas do Flamengo
As categorias de base do Clube de Regatas do Flamengo são as academias responsáveis pela formação futebolística de jovens atletas do Clube de Regatas do Flamengo, um clube de futebol brasileiro com sede no Rio de Janeiro. É composta por várias equipes de base e é considerada uma das mais prolíficas academias de futebol do Brasil e do mundo.
As categorias de base do Flamengo de todas as categorias conquistaram troféus em nível nacional e internacional. Inúmeros jogadores internacionais se formaram na equipe da academia. Os graduados notáveis da academia nos últimos anos incluem o meio-campista Lucas Paquetá, o atacante Vinícius Júnior, além de Renato Augusto e Reinier, estes dois últimos medalhistas de ouro nos Jogos Olímpicos de Verão.
O setor juvenil é composto por vários esquadrões divididos por faixas etárias. O Clube de Regatas do Flamengo é responsável por mais de 100 jovens atletas em 5 categorias diferentes: Sub-11, Sub-13, Sub-15, Sub-17, Sub-20. A equipe Sub-20 disputa atualmente o Campeonato Brasileiro Sub-20, a Copa do Brasil Sub-20, a Copa Libertadores da América Sub-20, a Copa São Paulo de Futebol Júnior, o Campeonato Carioca Sub-20 e o Torneio Octávio Pinto Guimarães. Já a equipe Sub-17 disputa atualmente o Campeonato Brasileiro Sub-17, a Copa do Brasil Sub-17 e o Campeonato Carioca Sub-17.

## Local de treino e instalações
Todas as categorias de base treinam atualmente no principal centro de treinamento do clube, o Ninho do Urubu, localizado no bairro Vargem Grande, na Zona Oeste. Esses atletas contam com dormitórios modernos, sala de estar, sala de recreação e refeitório. Os atletas também contam com assistência médica, odontológica e psicológica.
Na manhã de 8 de fevereiro de 2019, um incêndio ocorreu nos alojamentos de vários jogadores da academia enquanto dormiam. Dez jogadores com idades entre 14 e 17 foram mortos, e três outros foram hospitalizados com queimaduras.

## Estádios
Quando joga como mandante, o Flamengo utiliza na maioria das vezes o Estádio da Gávea (localizado na Sede do Clube, na Gávea) ou ainda o Estádio Raulino de Oliveira, em Volta Redonda.

## Títulos
Títulos do Flamengo em categorias de base.

### Juniores (Sub-18/20)
| Internacionais | Internacionais                        | Internacionais | Internacionais |
|                | Competição                            | Títulos        | Temporadas |
| -------------- | ------------------------------------- | -------------- | --- |
|                | Copa Intercontinental Sub-20          | 1              | 2024 |
|                | Copa Libertadores da América Sub-20   | 2              | 2024 e 2025 |
| Itália         | Troféu Angelo Dossena                 | 1              | 2018 |
| Inglaterra     | M.U Summer Tournament                 | 1              | 2019 |
| Nacionais      |                                       |                | |
|                | Competição                            | Títulos        | Temporadas |
| Brasil         | Copa São Paulo de Juniores            | 4              | 1990, 2011, 2016 e 2018 |
| Brasil         | Campeonato Brasileiro Sub-20          | 2              | 2019 e 2023 |
| Brasil         | Supercopa do Brasil Sub-20            | 1              | 2019 |
| Brasil         | Taça Belo Horizonte de Futebol Júnior | 3              | 1986, 2003 e 2007 |
| Estaduais      |                                       |                | |
|                | Competição                            | Títulos        | Temporadas |
| Rio de Janeiro | Campeonato Carioca Sub-20             | 31             | 1921, 1936, 1942, 1943, 1945, 1946, 1956, 1957, 1958, 1960, 1965, 1967, 1972, 1973, 1979, 1980, 1983, 1985, 1986, 1989, 1990, 1993, 1994, 1996, 1999, 2005, 2006, 2007, 2015, 2018 e 2019 |
| Rio de Janeiro | Torneio Octávio Pinto Guimarães       | 11             | 1984, 1985, 1993, 2006, 2007, 2011, 2012, 2014, 2016, 2018, 2019 |
| Rio de Janeiro | Copa Cultura de Juniores              | 1              | 2005 |

### Juvenil (Sub-16/17)
| Títulos Honorários/Honoríficos | Títulos Honorários/Honoríficos | Títulos Honorários/Honoríficos | Títulos Honorários/Honoríficos |
|                                | Conquista(s)                   | Títulos                        | Temporadas                     |
| ------------------------------ | ------------------------------ | ------------------------------ | ------------------------------ |
|                                | Tríplice Coroa Nacional        | 1                              | 2021                           |

| Internacionais          | Internacionais                 | Internacionais | Internacionais                                                                                                   |
|                         | Competição                     | Títulos        | Temporadas |
| ----------------------- | ------------------------------ | -------------- | --- |
| =Emirados Árabes Unidos | Torneio Internacional de Dubai | 2              | 2018, 2019 |
| Estados Unidos          | Generation Adidas Cup          | 1              | 2018 |
| China                   | Evergrande Cup                 | 1              | 2018 |
| Nacionais               |                                |                | |
|                         | Competição                     | Títulos        | Temporadas |
| Brasil                  | Campeonato Brasileiro Sub-17   | 2              | 2019, 2021 |
| Brasil                  | Copa do Brasil Sub-17          | 2              | 2018, 2021 |
| Brasil                  | Supercopa do Brasil Sub-17     | 1              | 2021 |
| Estaduais               |                                |                | |
|                         | Competição                     | Títulos        | Temporadas |
| Rio de Janeiro          | Campeonato Carioca Sub-17      | 19             | 1980, 1981, 1984, 1986, 1987, 1988, 1991, 1992, 1993, 1994, 1995, 1997, 2004, 2006, 2007, 2010, 2012, 2016, 2017 |
| Rio de Janeiro          | Copa Rio Sub-17                | 6              | 1986, 1991, 1996, 1998, 2000 e 2004                                                                              |
| Rio de Janeiro          | Copa Macaé                     | 2              | 1999 e 2006 |
| Rio de Janeiro          | Torneio Guilherme Embry        | 3              | 2015, 2017 e 2018                                                                                                |

### Infantojuvenil (Sub-14/15)
| Internacionais | Internacionais               | Internacionais | Internacionais                                                   |
|                | Competição                   | Títulos        | Temporadas                                                       |
| -------------- | ---------------------------- | -------------- | ---------------------------------------------------------------- |
| Japão          | Copa da Amizade Brasil-Japão | 4              | 1999, 2005, 2011 e 2014                                          |
| Brasil         | Nike Premier Cup             | 1              | 2018                                                             |
| Nacionais      |                              |                |                                                                  |
|                | Competição                   | Títulos        | Temporadas                                                       |
| Brasil         | Copa Votorantim              | 2              | 2015 e 2017                                                      |
| Estaduais      |                              |                |                                                                  |
|                | Competição                   | Títulos        | Temporadas                                                       |
| Rio de Janeiro | Campeonato Carioca Sub-15    | 11             | 1969, 1980, 1984, 1986, 1988, 1992, 1996, 2001, 2007, 2016, 2018 |

## Equipes atuais

### Equipe Sub-20 do Flamengo
Atualizado em 21 de março de 2024.[carece de fontes?]
Nota: Bandeiras indicam equipe nacional, conforme definido pelas regras de elegibilidade da FIFA. Os jogadores podem ter mais de uma nacionalidade não-FIFA.
| N.º |        | Posição | Jogador            |
| --- | ------ | ------- | ------------------ |
|     | Brasil | G       | Alysson            |
|     | Brasil | G       | Andrew             |
|     | Brasil | G       | Lucas Furtado      |
|     | Brasil | G       | Caio Barone        |
|     | Brasil | G       | Dyogo Alves        |
|     | Brasil | G       | João Vitor         |
|     | Brasil | D       | Ainoã              |
|     | Brasil | D       | Carbone            |
|     | Brasil | D       | Da Mata            |
|     | Brasil | D       | Daniel Sales       |
|     | Brasil | D       | Darlan             |
|     | Brasil | D       | Diegão             |
|     | Brasil | D       | Germano            |
|     | Brasil | D       | Gusttavo           |
|     | Brasil | D       | Iago Silva         |
|     | Brasil | D       | João Victor        |
|     | Brasil | D       | José Wellinton     |
|     | Brasil | D       | Julio Neto         |
|     | Brasil | D       | Lucas Barbosa      |
|     | Brasil | D       | Rayan Lucas        |
|     | Brasil | D       | Victor Thiago      |
|     | Brasil | M       | Bill               |
|     | Brasil | M       | Caio Garcia        |
|     | Brasil | M       | Daniel Rogério     |
|     | Brasil | M       | Fabiano            |
|     | Brasil | M       | Felipe Brian       |
|     | Brasil | M       | Felipe Vieira      |
|     | Brasil | M       | Guilherme          |
|     | Brasil | M       | Guilherme Teixeira |
|     | Brasil | M       | Iago Lacerda       |

| N.º |         | Posição | Jogador                                               |
| --- | ------- | ------- | ----------------------------------------------------- |
|     | Brasil  | M       | Jean Carlos                                           |
|     | Chile   | M       | Joan Orelllana (emprestado pelo Universidad de Chile) |
|     | Brasil  | M       | João Alves                                            |
|     | Brasil  | M       | João Marcos                                           |
|     | Brasil  | M       | Kauan Menegatti                                       |
|     | Brasil  | M       | Kauan Pereira                                         |
|     | Brasil  | M       | Luis Aucélio                                          |
|     | Brasil  | M       | Magrão                                                |
|     | Brasil  | M       | Manu                                                  |
|     | Brasil  | M       | Rodriguinho                                           |
|     | Brasil  | M       | Schlickmann                                           |
|     | Brasil  | M       | Thiago Medeiros (emprestado pelo Atlético Goianiense) |
|     | Brasil  | M       | Victor Hugo                                           |
|     | Brasil  | M       | Wallace Yan                                           |
|     | Brasil  | A       | Adriel                                                |
|     | Brasil  | A       | Felipe Lima                                           |
|     | Brasil  | A       | Felipe Teresa                                         |
|     | Brasil  | A       | Gustavo Krug                                          |
|     | Nigéria | A       | Hassan (emprestado pelo XV de Piracicaba)             |
|     | Brasil  | A       | Lorran                                                |
|     | Nigéria | A       | Ogundana Shola (emprestado pelo Remo Stars)           |
|     | Brasil  | A       | Pedro Estevam                                         |
|     | Brasil  | A       | Rafael Vargas                                         |
|     | Brasil  | A       | Victor Silva                                          |
|     | Brasil  | A       | Weliton (emprestado pelo Juventude)                   |
|     | Brasil  | A       | Werton                                                |

#### Atletas emprestados
Nota: Bandeiras indicam equipe nacional, conforme definido pelas regras de elegibilidade da FIFA. Os jogadores podem ter mais de uma nacionalidade não-FIFA.
| N.º |        | Posição | Jogador                                                                   |
| --- | ------ | ------- | ------------------------------------------------------------------------- |
|     | Brasil | A       | Petterson (emprestado ao Athletico Paranaense até 31 de dezembro de 2024) |

### Equipe Sub-17
Atualizado em 23 de março de 2024.[carece de fontes?]
Nota: Bandeiras indicam equipe nacional, conforme definido pelas regras de elegibilidade da FIFA. Os jogadores podem ter mais de uma nacionalidade não-FIFA.
| N.º |        | Posição | Jogador                                              |
| --- | ------ | ------- | ---------------------------------------------------- |
|     | Brasil | G       | Eduardo                                              |
|     | Brasil | G       | Léo Nannetti                                         |
|     | Brasil | D       | Christian                                            |
|     | Brasil | D       | Guilherme Santos                                     |
|     | Brasil | D       | Italo                                                |
|     | Brasil | D       | Johnny                                               |
|     | Brasil | D       | Marquinhos                                           |
|     | Brasil | D       | Pedro                                                |
|     | Brasil | D       | Wanderson                                            |
|     | Brasil | D       | Yago Henrique (emprestado pelo Grêmio Novorizontino) |
|     | Brasil | M       | Caio Joshua                                          |
|     | Brasil | M       | Enzo Barnabe                                         |
|     | Brasil | M       | Lucas Vieira                                         |

| N.º |        | Posição | Jogador                             |
| --- | ------ | ------- | ----------------------------------- |
|     | Brasil | M       | Luiz Phelippe                       |
|     | Brasil | M       | Pablo                               |
|     | Brasil | M       | Kaio                                |
|     | Brasil | A       | Alan                                |
|     | Brasil | A       | David                               |
|     | Brasil | A       | Douglas Telles                      |
|     | Brasil | A       | Giovanni Pastri                     |
|     | Brasil | A       | João Camargo                        |
|     | Brasil | A       | Jorge (emprestado pelo Nova Iguaçu) |
|     | Brasil | A       | Lipão                               |
|     | Brasil | A       | Ryan Roberto                        |

## Comissão técnica

### Sub-20
Atualizado em 18 de janeiro de 2024.[carece de fontes?]
| Cargo                 | Name           |
| Coaching staff        | Coaching staff |
| --------------------- | -------------- |
| Técnico               | Mario Jorge    |
| Assistente técnico    | Raphael Bahia  |
| Treinador de goleiros | Fabio Gomes    |
| Medical staff         |                |
| Preparador físico     | Marlon Souza   |

### Sub-17
Atualizado em 18 de janeiro de 2024.[carece de fontes?]
| Cargo                 | Nome           |
| Coaching staff        | Coaching staff |
| --------------------- | -------------- |
| Técnico               | Filipe Luís    |
| Assistente técnico    | N/D            |
| Treinador de goleiros | N/D            |
| Medical staff         |                |
| Preparador físico     | N/D            |

## Jogadores históricos
Aparições pela equipe principal
- Apenas jogadores com mais de 100 jogos pelo Flamengo.
- Todos os jogos, incluindo amistosos e não oficiais.
- Os jogadores em negrito atualmente ainda jogam pelo clube.
- Os nomes em itálico representa jogadores que ainda estão na ativa.

Atualizado em 29/01/2022
| Jogador      | Nacionalidade | Posição | Temporadas no clube | Jogos pelo clube | Gols pelo clube | Ref.   |
| ------------ | ------------- | ------- | ------------------- | ---------------- | --------------- | ------ |
| Adílio       | Brasil        | MF      | 1975–1987           | 617              | 129             | [ 8 ]  |
| Andrade      | Brasil        | MF      | 1977–1988           | 570              | 29              | [ 9 ]  |
| Cantareli    | Brasil        | GK      | 1973–1983 1984–1989 | 557              | 0               | [ 10 ] |
| Carlinhos    | Brasil        | MF      | 1958–1969           | 514              | 23              | [ 11 ] |
| Jadir        | Brasil        | MF      | 1952–1962           | 498              | 7               | [ 12 ] |
| João Gomes   | Brasil        | MF      | 2020-2022           | 122              | 4               | [ 13 ] |
| José Ufarte  | Espanha       | FW      | 1958–1961 1962–1964 | 106              | 16              | [ 14 ] |
| Juan         | Brasil        | DF      | 1996–2002 2016–2019 | 332              | 32              | [ 15 ] |
| Júlio César  | Brasil        | GK      | 1997–2004 2018      | 287              | 0               | [ 16 ] |
| Júnior       | Brasil        | DF      | 1974–1984 1989–1993 | 876              | 76              | [ 17 ] |
| Leandro      | Brasil        | DF      | 1978–1990           | 415              | 14              | [ 18 ] |
| Luiz Antônio | Brasil        | MF      | 2011–2015           | 178              | 10              | [ 19 ] |
| Paulo Victor | Brasil        | GK      | 2007–2017           | 173              | 0               | [ 20 ] |
| Rondinelli   | Brasil        | DF      | 1973–1981           | 407              | 12              | [ 21 ] |
| Tita         | Brasil        | FW      | 1977–1985           | 391              | 134             | [ 22 ] |
| Welinton     | Brasil        | DF      | 2009–2014           | 152              | 5               | [ 23 ] |
| Zico         | Brasil        | FW      | 1971–1983 1985–1990 | 732              | 508             | [ 24 ] |
| Zinho        | Brasil        | MF      | 1986–1992 2004–2005 | 470              | 63              | [ 25 ] |

### Jogadores convocados para a Seleção
- Jogadores que fizeram 10 jogos ou mais por seu país em nível internacional completo.
- Os jogadores em negrito atualmente ainda jogam pelo clube.
- Os nomes em itálico representa jogadores que ainda estão na ativa.

Atualizado em 29/01/2022
| Jogador           | País    | Seleção | Seleção |
| Jogador           | País    | Jogos   | Gols    |
| ----------------- | ------- | ------- | ------- |
| Andrade           | Brasil  | 11      | 1       |
| Adriano Imperador | Brasil  | 48      | 27      |
| Mozer             | Brasil  | 32      | 0       |
| Djalminha         | Brasil  | 14      | 5       |
| José Ufarte       | Espanha | 16      | 2       |
| Juan              | Brasil  | 79      | 7       |
| Júlio César       | Brasil  | 87      | 0       |
| Júnior            | Brasil  | 74      | 6       |
| Júnior Baiano     | Brasil  | 25      | 2       |
| Leandro           | Brasil  | 27      | 2       |
| Leonardo          | Brasil  | 55      | 7       |
| Lucas Paquetá     | Brasil  | 28      | 6       |
| Mário Zagallo     | Brasil  | 33      | 5       |
| Renato Augusto    | Brasil  | 32      | 6       |
| Rodrigo           | Espanha | 27      | 8       |
| Sávio             | Brasil  | 21      | 4       |
| Thiago Alcântara  | Espanha | 46      | 2       |
| Tita              | Brasil  | 32      | 6       |
| Vinícius Júnior   | Brasil  | 10      | 0       |
| Zico              | Brasil  | 71      | 48      |
| Zinho             | Brasil  | 57      | 7       |

### Maiores vendas efetuadas
- As 10 maiores taxas de transferência recebidas.
- A lista é ordenada pelo valor em R$ recebido.

Atualizado em 29/01/2022
| #  | Jogador         | Posição          | Para             | Valor (R$)     | Valor (US$)     | Valor (€)    | Data            | Ref    |
| 1  | Vinícius Júnior | Atacante         | Real Madrid      | R$164 milhões  | US$53.4 milhões | €45 milhões  | Julho de 2018   | [ 26 ] |
| 2  | Lucas Paquetá   | Meio-campista    | Milan            | R$150 milhões  | US$40.3 milhões | €35 milhões  | Janeiro de 2018 | [ 27 ] |
| 3  | Reinier         | Meio-campista    | Real Madrid      | R$136 milhões  | US$33 milhões   | €30 milhões  | Janeiro de 2020 | [ 28 ] |
| 4  | Rodrigo Muniz   | Centroavante     | Fulham           | R$49.5 milhões | US$9.4 milhões  | €8 milhões   | Agosto de 2021  | [ 29 ] |
| 5  | Léo Duarte      | Zagueiro         | Milan            | R$42.2 milhões | US$11.1 milhões | €10 milhões  | Julho de 2019   | [ 30 ] |
| 6  | Jean Lucas      | Volante          | Lyon             | R$34 milhões   | US$9.0 milhões  | €8.0 milhões | Junho de 2019   | [ 31 ] |
| 7  | Yuri César      | Meia             | Shabab Al Ahli   | R$31 milhões   | US$6 milhões    | €4.9 milhões | Janeiro de 2021 | [ 32 ] |
| 8  | Jorge           | Lateral-esquerdo | Monaco           | R$30.4 milhões | US$9.6 milhões  | €9.0 milhões | Janeiro de 2017 | [ 33 ] |
| 9  | Renato Augusto  | Meio-campista    | Bayer Leverkusen | R$25 milhões   | US$15.5 milhões | €9.9 milhões | Julho de 2008   | [ 34 ] |
| 10 | Felipe Vizeu    | Centroavante     | Udinese          | R$19 milhões   | US$6 milhões    | €4.3 milhões | Julho de 2018   | [ 35 ] |